# Sound of Noise
Pour plus de détails, voir Fiche technique et Distribution.
Sound of Noise est un film suédois écrit et réalisé par Ola Simonsson et Johannes Stjärne Nilsson sorti en 2010.
Le film raconte l'histoire d'un groupe de six percussionnistes qui jouent illégalement de la musique en se servant de la ville comme instrument. Sound of Noise fait suite à un court métrage sorti en 2001, Music for One Apartment and Six Drummers, qui fonctionnait de la même façon et qui présentait les mêmes personnages. Dans Sound of Noise, les musiciens jouent une pièce musicale dont le nom est Music for One City and Six Drummers, en référence au court métrage.
Le film a été sélectionné à la Semaine Internationale de la Critique au festival de Cannes 2010 et a remporté le prix du Grand Rail d'or.

## Synopsis
Amadeus Warnerbring, policier, est né dans une famille de grands musiciens mais bizarrement, il est amèrement allergique à la musique. C'est alors que six percussionnistes décident de jouer illégalement de la musique en utilisant la ville comme instrument. Leurs performances créent des troubles et des dégâts. Warnerbring doit absolument trouver ces « terroristes » qui sèment la panique et font beaucoup trop de bruit à son goût... Il faut absolument que tout redevienne calme et silencieux. Mais pour cela, Warnerbring va devoir se rapprocher des musiciens et du monde de la musique qu'il déteste tant...

## Fiche technique
- Réalisation : Ola Simonsson et Johannes Stjärne Nilsson
- Scénario : Ola Simonsson, Johannes Stjärne Nilsson et Jim Birmant
- Musique : Magnus Börjeson et Fred Avril
- Production : Jim Birmant, Guy Péchard, Christophe Audeguis et Olivier Guerpillon
- Société de production : Bliss Films, en association avec Cinémage 3
- Sociétés de distribution : Nordisk Film (Suède) ; Wild Bunch Distribution (France)
- Langue : suédois
- Genre : Comédie policière
- Adaptation française : Xavier Hussenet

## Distribution
- Bengt Nilsson : Amadeus Warnebring
- Sanna Persson : Sanna Persson
- Magnus Börjeson : Magnus
- Marcus Haraldson Boij : Machac
- Fredrik Myhr : Myran
- Anders Vestergård : Anders
- Johannes Björk : Johannes
- Sven Ahlström : Oscar Warnebring
- Ralph Carlsson : Hagman
- Paula McManus : Colette
- Peter Schildt : le commissaire de police
- Pelle Öhlund : Sanchez
- Dag Malmberg : Levander
- Björn Granath : directeur de l'hôpital
- Anders Jansson : Bosse